# 南台科技大学中国語センター
南台科技大学中国語センター（なんたい-かぎだいがく-ちゅうごくご-）は台湾台南市永康区に位置する南台科技大学に設置された中国語学習機関。
2005年、南台科技大学に在学する留学生及び交換留学生の中国語学習を目的に設立された。大学在学者以外に一般の外国人留学生を受け入れ、現在は百数十名の留学生が在学している。